# ハダック (潜水艦)
ハダック (USS Haddock, SS-231) は、アメリカ海軍の潜水艦。ガトー級の一隻。艦名はタラ目タラ科に属するコダラの英語名に因む。その名を持つ艦としてはK級潜水艦1番艦「K-1 (SS-32)」の予定艦名以来2隻目。なお、退役から20年後にパーミット級原子力潜水艦14番艦として3代目「ハダック (SSN-621) 」が就役している。

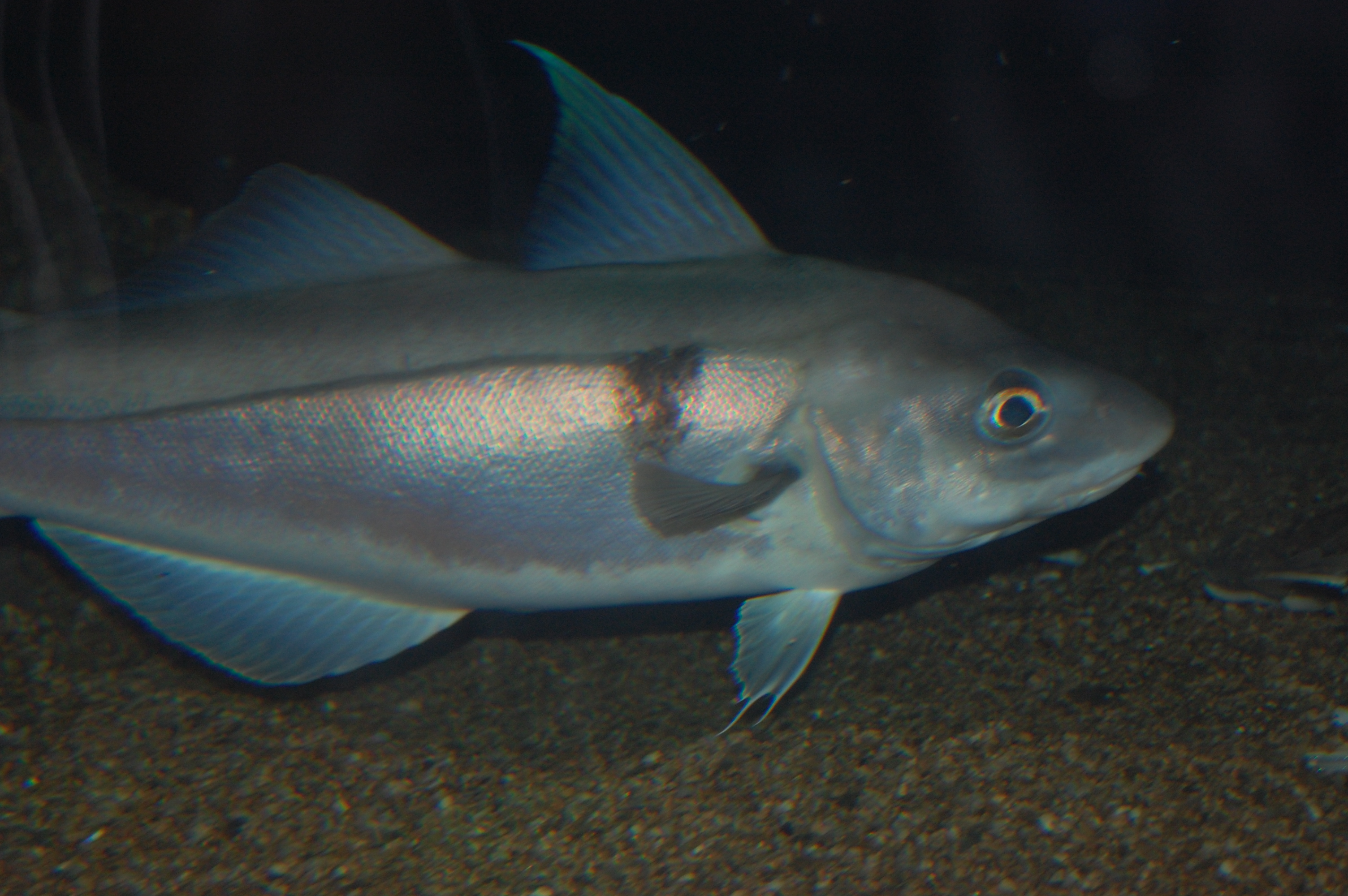
コダラ（Haddock）

## 艦歴
「ハダック」はメイン州キタリーのポーツマス海軍工廠で起工する。1941年10月20日にウィリアム・H・アレン夫人によって進水し、艦長アーサー・H・テイラー少佐（アナポリス1927年組）の指揮下1942年3月14日に就役する。ニューイングランド海域での訓練と調整を終えた後、6月19日に真珠湾に向かい、7月19日に到着した。

### 第1の哨戒 1942年7月 - 9月
7月28日、「ハダック」は最初の哨戒で東シナ海に向かった。当時の「ハダック」は最新のSJレーダーが装備された潜水艦の1隻だった。このレーダーを装備することによってアメリカ潜水艦は以後、夜間や視界の悪いときの戦闘でも目標を逃さず探知して攻撃できるようになった。8月11日午後、北緯29度00分 東経138度30分 / 北緯29.000度 東経138.500度の地点で1,000トン級トロール船に対し魚雷を1本発射するが、命中しなかった。翌8月12日、今度は北緯28度30分 東経133度10分 / 北緯28.500度 東経133.167度の地点で9,000トン級大型輸送船を発見し、魚雷を3本発射して1本の命中を報じる。夜に入り、北緯29度45分 東経132度45分 / 北緯29.750度 東経132.750度の地点で同じ目標に対し水上攻撃で魚雷を2本発射し、2本とも命中して目標を撃沈したと判断された。攻撃後、南西諸島を抜けて台湾近海に移動した。8月22日、ハダックは北緯25度52分 東経121度29分 / 北緯25.867度 東経121.483度の基隆沖で特設運送船「辰鳳丸」（辰馬本家商店、6,334トン）を発見し、魚雷を4本発射して2本を命中させて撃沈。4日後の8月26日未明には、北緯26度52分 東経121度23分 / 北緯26.867度 東経121.383度の地点で輸送船「帝春丸」（元フランス貨物船タイ・スン・ホン/帝国船舶、2,251トン）をレーダー探知し、まず艦尾発射管から魚雷を4本発射するが回避され、間を置かず艦首発射管から魚雷を2本発射して1本が命中し、「帝春丸」は火を発して沈没していった。その後「ハダック」は、台湾東岸および南西諸島方面で哨戒した。9月19日、52日間の行動を終えてミッドウェー島に帰投した。

### 第2、第3、第4の哨戒 1942年10月 - 1943年4月
10月11日、「ハダック」は2回目の哨戒で東シナ海および黄海方面に向かった。10月31日朝、北緯33度00分 東経126度25分 / 北緯33.000度 東経126.417度の馬羅島灯台近海で特設運送船「唐山丸」（東亜海運、2,103トン）に対し魚雷を3本発射するも、命中しなかった。11月1日に長崎港方面に向かうと思しき病院船を確認の後、11月3日未明に北緯32度18分 東経126度52分 / 北緯32.300度 東経126.867度の地点で駆逐艦「長月」が護衛する第181船団を発見し、「大型タンカー」と目された輸送船「鉄海丸」（原田汽船、1,925トン）に対して魚雷を3本発射して1本命中させ、同船は4分程度で沈没した。 攻撃後、「ハダック」は巨文島の方向に移動する。11月6日午後にも北緯33度46分 東経127度30分 / 北緯33.767度 東経127.500度の巨文島近海で陸軍輸送船「仏蘭西丸」（栃木商事、5,828トン）を発見し魚雷を3本発射したが命中せず、約2時間後には航空機に制圧された。11月8日午後には北緯34度00分 東経125度05分 / 北緯34.000度 東経125.083度の地点で輸送船「豊国丸（）」（日本製鐵、5,792トン）に対して魚雷を3本発射したが、推定15ノットの速力で航行する目標には命中しなかった。11月11日夕刻には北緯35度45分 東経123度46分 / 北緯35.750度 東経123.767度の地点で輸送船「べにす丸」（川崎汽船、6,571トン）をレーダーで探知し魚雷を4本発射し、船尾に魚雷を1本命中させて撃沈した。目標との遭遇はなおも続く。11月13日深夜には北緯36度01分 東経125度56分 / 北緯36.017度 東経125.933度の地点で7,000トン級輸送船とタンカーをレーダーで探知してそれぞれの目標に対して魚雷を3本ずつ発射し、「輸送船に1本命中させて撃沈し、タンカーにも1本命中させて撃破した」と判断される。11月16日夕刻にも北緯31度58分 東経126度12分 / 北緯31.967度 東経126.200度の地点でタンカー「日南丸」（飯野海運、5,175トン）に対して最後に残った2本の魚雷を発射し、1本が命中と判断された。12月4日、「ハダック」は54日間の行動を終えて真珠湾に帰投した。
12月28日、「ハダック」は3回目の哨戒で日本近海に向かった。1943年1月16日未明、北緯33度41分30秒 東経136度32分00秒 / 北緯33.69167度 東経136.53333度の潮岬沖で新鋭の駆逐艦「初月」と「涼月」に発見され執拗な爆雷攻撃を受けるが、逃げることが出来た。翌1月17日、「ハダック」は北緯34度31分 東経137度48分 / 北緯34.517度 東経137.800度の御前崎近海で第7116船団を発見し、「6,500トン級タンカー」に対して魚雷を3本発射して1本命中と判断される。第7116船団中の海軍徴傭船「天龍川丸」（東洋海運、3,883トン）は、この攻撃を砲撃によるものと考えていた。
2日後の1月19日には北緯34度12分 東経137度00分 / 北緯34.200度 東経137.000度の大王崎近海で6隻の輸送船団を発見し、魚雷を4本発射して2本が命中と判断される。しかし実際には目標に到達する前に爆発しており、この輸送船団を護衛していた特設駆潜艇「和美丸」（日本水産、99トン）は、ただちに反撃の爆雷攻撃を行った。その後は悪天候に見舞われ、哨戒は難渋を極めた。2月17日、「ハダック」は51日間の行動を終えてミッドウェー島に帰投。艦長がロイ・M・ダヴェンポート少佐（アナポリス1933年組）に代わった。
3月11日、「ハダック」は4回目の哨戒でパラオ方面に向かった。3月17日から18日にかけてウェーク島を偵察し、レーダーや砲台の有無を調べた。偵察後はパラオでの哨戒の前にトラック諸島とサイパン島間の航路を哨戒。3月24日午後、北緯09度00分 東経150度56分 / 北緯9.000度 東経150.933度の地点で那智型重巡洋艦と推定される大型艦と3隻の駆逐艦を発見する。折からのスコールの中、ハダックはレーダーを駆使して全速力で追跡を行うが、攻撃位置に取りつく事が出来ず振り切られた。3月30日に「フィンバック (USS Finback, SS-230) 」と会合の後パラオ方面に針路を向ける。4月3日、「ハダック」はパラオ北方で「有馬丸」を攻撃し、魚雷2本を命中させた。
直後から「有馬丸」の後方にいた「夕月」が爆雷攻撃を行った。爆雷は26発投下され、「ハダック」は100mを超える深深度に潜んでいたにもかかわらず爆雷の被害を受けた。125ｍ過ぎでは司令塔が圧壊しかけるなどダメージを受けた。爆雷攻撃が終わると、90mの深度まで上昇し、応急修理を行った。深夜に入って受信した日本側の放送は、「本4月3日、船団を護衛していた帝国海軍艦艇は潜水艦を撃沈した」ことを伝えていた。「有馬丸」は4日に沈没した。「ハダック」は針路をサイパン島の方角に向けて航行し、4月7日にはタナパグ湾に入り通あった加賀型空母か特設空母らしき艦船を目撃する。4月19日、39日間の行動を終えて真珠湾に帰投した。

### 第5、第6、第7の哨戒 1943年6月 - 11月
6月30日、「ハダック」は5回目の哨戒でパラオ方面に向かった。7月21日午後、北緯16度29分 東経133度57分 / 北緯16.483度 東経133.950度のパラオ北方980kmの地点でオ505船団を発見。いずれもが6,000トンを超える大型船であると判断した「ハダック」は、そのうちの3隻を目標に船団の後方から魚雷を6本発射し、1本が貨客船「サイパン丸」（日本郵船、5,532トン）の船尾に命中。「ハダック」は次の攻撃目標を4番目の船舶に定め、魚雷を2本発射。間を置かず最初に攻撃した3隻の目標に対しても魚雷を計4本発射。全ての目標に魚雷が命中したものと判断されたが、沈没したのは「サイパン丸」だけであり、12時38分に2本目の魚雷、12時45分に3本目の魚雷がそれぞれ命中して止めを刺された。反撃もあったが微々たる物であり、「ハダック」は浮上してスコールの中を追撃したが、やがてオ505船団は彼方に消え去った。ハダックは7月26日午後にも、北緯02度52分 東経137度40分 / 北緯2.867度 東経137.667度の地点で2隻の10,000トン級タンカーを発見する。相手はジグザグ航行をしていたが徐々に間を詰めていき、2隻の目標に対して魚雷を2本ずつ発射。そのうちの1本が命中して「タンカー1隻撃破」と判定された。しかし相手は高速で逃げる態勢を見せたため、「ハダック」は追跡を行った末に夜に入って魚雷を4本発射したが、魚雷は命中しなかった。相手は備砲で反撃を開始するが「ハダック」は怯まず日をまたいで追跡を続ける。7月27日未明、二度にわたり魚雷を計6本発射するがこれも命中せず、目標を最初に発見した地点から約269マイル (433 km) 離れた北緯04度59分 東経139度04分 / 北緯4.983度 東経139.067度の地点まで延々と続いた攻防戦は、目標に振り切られる形で終わった。8月6日にミッドウェー島に寄港。8月10日、41日間の行動を終えて真珠湾に帰投した。
9月2日、6回目の哨戒でトラック方面に向かった。9月15日夜、北緯09度32分 東経150度38分 / 北緯9.533度 東経150.633度のトラック北方で4,000トン級輸送船を発見し、日付が9月16日になってすぐに魚雷を4本発射して2本を命中させる。続いて魚雷をもう2本発射したが命中せず、やがて爆雷攻撃が行われたが、9発投じられた所で攻撃は終わった。
9月20日夜には北緯07度36分 東経150度10分 / 北緯7.600度 東経150.167度のトラックの西方100海里の地点で、「第二図南丸級タンカー」に擬せられた水上機母艦「能登呂」に対して魚雷を6本発射して少なくとも前部と中部および後部に1本ずつ命中し、火災も発生させたが撃沈することはできなかった。
「能登呂」に対する攻撃から間もない9月21日未明、今度は北緯07度56分 東経150度32分 / 北緯7.933度 東経150.533度の地点で2隻の駆逐艦に護衛された「10,000トン級輸送船」2隻で構成された第4920船団をレーダーで探知し、最初の目標に対して魚雷を4本発射したが命中しなかった。明け方に一旦追跡は中止されたが、昼ごろには北緯08度11分 東経149度31分 / 北緯8.183度 東経149.517度の地点で再び第4920船団を発見し、浮上して追跡の上、夕方になって北緯08度53分 東経148度30分 / 北緯8.883度 東経148.500度の地点で魚雷を艦首と艦尾の発射管からそれぞれ4本発射し、そのうちの1本が特設運送船（給炭）「新夕張丸」（北海道炭礦汽船、5,355トン）に命中してこれを撃破した。これらの攻撃で魚雷を使い尽くした「ハダック」は哨戒を切り上げた。9月28日、27日間の行動を終えてミッドウェー島に帰投した。
10月20日、7回目の哨戒でトラック諸島方面に向かった。11月1日夕刻、北緯09度19分30秒 東経150度29分00秒 / 北緯9.32500度 東経150.48333度の地点で輸送船団を探知し、日本側の攻撃回避パターンを読みきった上で2つの目標に対して魚雷を計6本発射し、うち3本が最初の目標に命中したと判断された。翌11月2日夜にも駆逐艦に対して魚雷を4本発射し、1本が命中したものと判断される。11月4日に北緯08度07分30秒 東経150度49分30秒 / 北緯8.12500度 東経150.82500度の地点で病院船を確認した後、11月5日夜には北緯08度08分 東経149度45分 / 北緯8.133度 東経149.750度の地点で2隻の10,000トン級タンカーを発見し、追跡して攻撃位置についた後タンカーに対して魚雷を3本発射し、次いで護衛艦に対して魚雷を4本発射するが、この時の攻撃は成功しなかった。1時間後、再度タンカーに対して魚雷を4本発射し、うち3本が特設運送船（給油）「宝洋丸」（日東汽船、8,691トン）に命中してを大破させた。「ハダック」はこの攻撃で魚雷を使いきった。11月15日、27日間の行動を終えて真珠湾に帰投。艦長がジョン・P・ローチ少佐（アナポリス1932年組）に代わった。

### 第8、第9の哨戒 1943年12月 - 1944年5月
12月14日、「ハダック：は8回目の哨戒で「ハリバット (USS Halibut, SS-232) 」「タリビー (USS Tullibee, SS-284) 」と共にウルフパックを構成し、マリアナ諸島方面に向かった。3隻は12月17日に合流。1944年1月19日、「ハダック」以下3隻はサイパン島東方沖を航行中、「トラックから空母が出てくるので迎撃せよ」との命令を受信し、空母が通るであろう海域に急行した。その時、ハダックは潜望鏡を揚げて観測していたところ、距離18,000mで空母「雲鷹」と「瑞鳳」を発見し、攻撃態勢に入った。北緯12度50分 東経146度23分 / 北緯12.833度 東経146.383度の地点に至り、「雲鷹」との距離が2,000mを切った所で魚雷を6本発射し、うち2本が前部船体に命中して前甲板が垂れ下がる被害を受けた。ローチ艦長は、目標は「翔鶴」であると思っていた。その後は「雲鷹」捜索のため、サイパン島沖に向かった「ハリバット」とは別れ、「タリビー」とともにグアム沖で哨戒を行った。2月5日、「ハダック」は53日間の行動を終えて真珠湾に帰投した。
3月10日、9回目の哨戒で日本近海に向かった。3月29日に北緯37度50分 東経135度42分 / 北緯37.833度 東経135.700度の地点で病院船「高砂丸」（大阪商船、9,347トン）を確認した後、4月24日未明に北緯26度43分 東経130度35分 / 北緯26.717度 東経130.583度の地点で大東諸島へ向かう陸軍部隊が分乗する漁船群と護衛艦を発見して魚雷を2本ずつ発射し、うち1本が特設駆潜艇「陵水丸」（日本海洋漁業、99トン）に命中してこれを撃沈した。5月10日、62日間の行動を終えて真珠湾に帰投。ハンターズ・ポイント海軍造船所に回航されてオーバーホールに入り、オーバーホールを終えると9月22日に真珠湾に戻った。

### 第10、第11の哨戒 1944年10月 - 1945年3月
10月8日、「ハダック」は10回目の哨戒で「ハリバット」「ツナ (USS Tuna, SS-203) 」と共にウルフパックを構成し、フィリピン方面に向かった。担当海域では、フィリピンを攻撃する第38任務部隊（マーク・ミッチャー中将）の支援などの任務に従事した。10月25日のレイテ沖海戦ではルソン海峡東方を哨戒しており、小沢治三郎中将率いる機動部隊を監視していたが、「ハダック」は潜望鏡が故障するトラブルに見舞われ、あまり活躍できなかった。それでも10月31日から11月1日にかけては「ハリバット」「ツナ」と連携して輸送船団を攻撃し、11月1日朝に魚雷を4本発射して2本が目標に命中したと判定され、別の目標に対して行われた雷撃は成功しなかった。11月6日朝にも4,000トン級輸送船に対して魚雷を発射した。12月10日、60日間の行動を終えて真珠湾に帰投した。
1945年1月24日、「ハダック」は11回目の哨戒で「セネット (USS Sennet, SS-408) 」「ラガート (USS Lagarto, SS-371) とウルフパックを構成し、日本近海に向かった。2月5日にサイパン島に寄港し、ここで艦長がウィリアム・H・ブロックマン・ジュニア中佐（アナポリス1927年組）に代わった。補給の後哨区に到着。2月11日から14日にかけて、3隻は近く硫黄島攻略の援護で関東地方を空襲する第58任務部隊（マーク・ミッチャー中将）のジャンボリー作戦に呼応して、邪魔な特設監視艇を次々と攻撃した。2月13日、「ハダック」は北緯30度00分 東経136度30分 / 北緯30.000度 東経136.500度の地点で「セネット」「ラガート」と連携して、2隻の特設監視艇、「第三号昭和丸」（籠尾兼吉、76トン）と「第八事代丸」（寺本正市、109トン）を砲撃で撃沈した。翌2月14日には特設監視艇「第三感應丸」（佐野信太郎、98トン）に対して攻撃を行ったが、撃沈することは出来なかった。3月5日にも北緯32度33分 東経132度24分 / 北緯32.550度 東経132.400度の地点でジグザグ航行する目標に対して特殊な魚雷を発射した。3月19日、「ハダック」は51日間の行動を終えてグアムアプラ港に帰投。艦長がアルバート・R・ストロー少佐（アナポリス1939年組）に代わった。

### 第12、第13の哨戒 1945年4月 - 8月
4月18日、「ハダック」は12回目の哨戒で日本近海に向かった。この哨戒では日本本土を爆撃する B-29 の援護を主任務とした。5月4日にこの哨戒唯一の攻撃機会があり、北緯34度34分01秒 東経138度35分02秒 / 北緯34.56694度 東経138.58389度の駿河湾近海で高速で航行する警備艇に対して二度にわたり魚雷を計6本発射したものの、命中しなかった。5月29日、42日間の行動を終えてミッドウェー島に帰投した。
6月24日、13回目の哨戒で南鳥島近海に向かった。7月14日に南鳥島を爆撃した B-29 の援護を行った後、7月20日にサイパン島に寄港して「バラオ (USS Balao, SS-285) 」と合流し、小笠原諸島方面で航空援護の任務に就いた。この哨戒では艦船は「バラオ」を含めて味方のものしか見ず、攻撃の機会はなかった。8月15日、「ハダック」は51日間の行動を終えてミッドウェー島に帰投。この日、戦争が終結した。

### 戦後
「ハダック」は9月7日に本国に向けて出航し、パナマ運河を通過後東海岸の様々な港を訪れ、コネチカット州ニューロンドンには1946年3月29日に到着する。北大西洋から出航しほぼ4年が経過していた。4月20日に予備役となり、1947年2月12日に退役する。1948年8月に第6海軍管区の予備役訓練艦に指定され、1952年5月まで同任務に従事した。その後1956年6月にニューハンプシャー州ポーツマスで訓練艦としての任務が指定される。1960年8月23日に除籍され、ジェイコブ・チェッコウェイ社にスクラップとして売却された。
「ハダック」は12回の哨戒で、第12回を除く全てが成功として記録された。第二次世界大戦の戦功で11個の従軍星章を、第2、第5、第6、第7回の哨戒の戦功で殊勲部隊章を受章した。